# Motore Ferrari Dino
Il Motore Ferrari Dino costituisce una famiglia di motori a benzina con architettura V6 di 60° e 65° e V8 di 90°, sviluppati dalla casa automobilistica italiana Ferrari in numerose varianti e prodotto dal 1957 al 2004.
Questi propulsori vantano una cilindrata che va da 2,0  a 3,6 L e erogano da 155 CV a 425 CV di potenza massima, sia in configurazione aspirata che turbo, a 2, 4 e anche 5 valvole per cilindro, con alimentazione a carburatore, iniezione meccanica Bosch K Jetronic e iniezione elettronica, dal momento che l'evoluzione di questa famiglia abbraccia l'intera seconda metà del XX secolo. Si tratta in pratica dei propulsori che equipaggiavano quasi tutte le Ferrari (con esclusione delle 12 cilindri) fino ai primi anni 2000.
Il Dino V6 è stato il primo motore V6 della Ferrari. Il V8 fu introdotto a partire dagli anni 70: quest'ultimo utilizzava una configurazione con albero motore piatto e fu l’unico propulsore Ferrari 8 cilindri ad essere montato su di una vettura non Ferrari (Lancia Thema 8.32, ma con albero motore modificato e altri adattamenti).

## Dino V6
Come è noto, l'idea primigenia alla base del Dino V6 avvenne durante una celebre discussione nel 1955 tra Vittorio Jano, Enzo e Dino Ferrari sul propulsore ideale da utilizzare nel  successivo campionato del 1957 di Formula 2, da 1,5 L.

### 60°
La versione con bancate da 60° progettata da Jano incorporava alcune delle soluzioni tecniche adoperate sul propulsore della Lancia Aurelia: quest'ultimo disponeva di alesaggio e corsa di 90 mm × 75 mm per 2.863 cc (2,9 L) e 260 CV, venendo impiegato sulla 286 SP e nella Ferrari 196 SP. Questi motori continuarono poi ad essere montati nella Dino 246 S.

### 65°
I progettisti Ferrari iniziarono a lavorare sul primo motore Dino V6 nel 1956. Il motore con cilindrata di 1.489 cc fu installato sulla Dino 156 F2 e gareggiò per la prima volta nel Gran Premio di Napoli nell'aprile 1957.
Nel 1968, la Ferrari presentò la Dino 206 GT, la prima vettura stradale a motore centrale di Ferrari. Utilizzava il motore da 2,0 L della 206 S montato trasversalmente al posteriore. Rispetto alla versione da corsa, il motore della 206 GT stradale venne depotenziato a 180 CV. Dopo aver prodotto solo 152 auto, la Ferrari incrementò l'alesaggio e la corsa da 86 mm × 57 mm a 92,5 mm × 60 mm per 2.419 cc. Ciò aumentò la potenza a 195 CV a 7600 giri al minuto e 226 N⋅m a 5500 giri/min, con il blocco motore ora realizzato in ghisa anziché in lega di alluminio.
Le versioni da 2 e poi da 2,4 L vennero montate sulle Fiat Dino e sulla Lancia Stratos (solo la versione 2,4 L) all'inizio degli anni '70. Tali propulsori, pur essendo progettati da Ferrari, erano assemblati nello stabilimento Fiat di Rivalta risultando quindi gli unici propulsori Ferrari mai assemblati dalla Fiat, che peraltro come ben noto, all'epoca deteneva già la maggioranza azionaria della casa modenese.
Applicazioni:
- 2,0 litri

1966–1969 Fiat Dino
1967–1969 Dino 206 GT
- 2,4 litri

1969–1973 Fiat Dino
1969–1974 Dino 246 GT e GTS
1973–1975 Lancia Stratos

## Dino V8

### 2,9
Con la fine della produzione delle Dino 206 e 246 (non marchiate ufficialmente Ferrari) il Dino V8 sostituì il vecchio V6 con un'architettura ritenuta più consona al marchio (8 cilindri appunto) e venne montato dapprima sulla Ferrari 308 GT4, inizialmente in configurazione 2 valvole DOHC, per poi passare alle testate a 4 valvole sulle versioni successive della 308 e su tutti gli altri modelli; il V8 aveva una cilindrata di 2926,9 cc con potenze che vanno dai 215 CV del F105L per Lancia (205 CV per F105L.046), ai 255 CV delle prime versioni di GT4, GTB e GTS a carburatore, poi ridotti a 214 CV e 240 CV sulle versioni a iniezione meccanica a partire dal 1980.
Fu il primo propulsore Ferrari a 8 cilindri montato su un'auto non Ferrari (Lancia Thema 8.32), seguito solo nel 2001 dal Ferrari F136 della Maserati Spyder.
Applicazioni:
- 1973–1976 308 GT4 (marchiato "Dino") F106AL
- 1976–1980 308 GT4 (marchiato "Ferrari") F106AL
- 1975–1980 308 GTB F106AB
- 1977–1980 308 GTS F106AB
- 1980-1981 308 GTBi e GTSi
- 1980-1981 Mondial 8
- 1982-1985 308 GTB 4v e GTS 4v
- 1982-1985 Mondial 4v
- 1987-1992 Lancia Thema 8.32 F105L (L per “Lancia”,  marchiato “Ferrari”) talora F105Q sulla testata (Q per “quattrovalvole”), F105L.046 (versione catalizzata). Unico propulsore Ferrari assemblato presso la Ducati (ultimi esemplari nel 1992)[2].

### 2,0
Questa variante V8 era destinata al mercato italiano, dove le auto con motori superiori ai due litri dovevano pagare un'imposta sul valore aggiunto pari inizialmente al 35% e poi (dal 1978) al 38%.
Nel 1975 venne presentata la Dino 208 GT4. L'alesaggio venne ridotto da 81 a 66,8 mm, ma la corsa rimase a 71 mm. Anche la potenza venne ridotta, da 255 a 170 CV.
Applicazioni:
- 1975–1976 208 GT4 (marchiata "Dino") F106C
- 1976–1980 208 GT4 (marchiata "Ferrari") F106C
- 1980–1982 208 GTB F106CB
- 1980–1982 208 GTS F106CB

### 3,2
La Ferrari 328 e la 3.2 Mondial del 1985 utilizzavano una versione maggiorata del V8 con alesaggio e corsa rispettivamente 83 mm × 73,6 mm denominata Tipo F105CB. Questo motore aspirato da 3.186 cc (3,2 L) erogava 266 CV.
Applicazioni:
- 1985-1989 328 GTB e GTS
- 1985-1989 Mondial 3.2

### 3,4
Con l'introduzione nel 1989 della Ferrari 348 e della Mondial T il motore Dino V8 giunse a 3,4 litri (3.405 cc) con un alesaggio x corsa di 85 mm × 75 mm. La potenza toccò i 300 CV nella versione Tipo F129D/G; venne ulteriormente rivisto nella versione come Tipo F119H, erogando 320 CV nelle successive Ferrari 348.
Applicazioni:
- Tipo F129D e Tipo F119G
  - 1989–1993 348 TB e T
  - 1989–1993 Mondial T
  - 348 GTB, GTS e Spider 1993–1994
- Tipo F119H
  - 348 GTC del 1994

### 3,5
Con l'introduzione della Ferrari F355 nel 1994, il motore subì profondi aggiornamenti e modifiche, con la testata a 5 valvole e una corsa più lunga di 2 mm per un totale di 3,5 L (3.496 cc) e 380 CV. Denominato Tipo F129B venne utilizzato dal 1994 al 1998. Venne rivisto nel 1998 e utilizzato fino al 1999, come Tipo F129C.
Applicazioni:
- Tipo F129B
  - 1994–1998 F355 GTB e GTS
  - 1995–1998 F355 Spider
- Tipo F129C
  - 1998–1999 F355 GTB, GTS e Spider

### 3,6
Il motore della F360 Modena del 1999 mantenne l'alesaggio di 85 mm del motore della F355 e le 5 valvole per cilindro, ma aumentò la corsa a 79 mm, per incrementare la cilindrata a 3,6 L (3.586 cc) e 400 CV. Le modifiche di aspirazione e scarico e il rapporto di compressione aumentato a 11,2:1, portarono a 425 CV la potenza erogata. Venne montato solo sulla 360 Challenge Stradale.
Applicazioni:
- 1999–2004 F360 Modena
- 2000–2005 F360 Spider
- 2003 360 Challenge Stradale

Il motore Dino V8 uscì di produzione nel 2004 con l'introduzione del nuovo motore Ferrari-Maserati F136 utilizzato nella Ferrari F430.